# How Sweet It Is
How Sweet It Is är ett coveralbum av Joan Osborne. Det släpptes den 17 september 2002.

## Låtlista
1. "I'll Be Around" (Bell, Phil Hurtt)
2. "Think" (Franklin, White)
3. "How Sweet It Is" (Dozier, Holland, Holland)
4. "Smiling Faces Sometimes" (Strong, Whitfield)
5. "Love's in Need of Love Today" (Wonder)
6. "These Arms of Mine" (Redding)
7. "Only You Know and I Know" (Mason)
8. "War" (Strong, Whitfield)
9. "Why Can't We Live Together" (Thomas)
10. "Axis: Bold as Love" (Hendrix)
11. "The Weight" (Robertson)
12. "Everybody Is a Star" (Stone)